# John Brenner
John Brenner (4 gennaio 1961) è un ex pesista e discobolo statunitense, medaglia di bronzo nel getto del peso ai mondiali di Roma 1987.
Ha un primato personale di 22,52 m.

## Palmarès
| Anno | Manifestazione | Sede | Evento           | Risultato | Misura  | Note |
| ---- | -------------- | ---- | ---------------- | --------- | ------- | ---- |
| 1987 | Mondiali       | Roma | Getto del peso   | Bronzo    | 21,75 m |      |
| 1987 | Mondiali       | Roma | Lancio del disco | 23º       | 58,44 m |      |